# David Nugent
David James Nugent (Huyton, 2 mei 1985) is een Engels voormalig professioneel voetballer die doorgaans speelde als spits. Tussen 2002 en 2021 was hij actief voor Bury, Preston North End, Portsmouth, Burnley, Leicester City, Middlesbrough, Derby County, opnieuw Preston North End en Tranmere Rovers. Nugent debuteerde in 2007 in het Engels voetbalelftal.

## Clubcarrière
Nugent werd in 2001 opgenomen in de opleiding van Liverpool, die hij een jaar later verruilde voor die van Bury. Daarvoor debuteerde hij in 2002 in het eerste elftal. Nugent verkaste in 2005 vervolgens naar Preston North End. Hier speelde hij zich in de kijker bij Portsmouth, dat zes miljoen pond voor hem betaalde. Hiervoor debuteerde hij in het seizoen 2007-2008 in de Premier League. Na vier jaar bij Portsmouth tekende Nugent in 2011 voor drie jaar bij Leicester City, op dat moment actief in het Championship. Hiermee promoveerde hij in 2014 naar de Premier League. Op 14 augustus 2015 vertrok hij naar Middlesbrough, dat toen actief was in het Championship. Ook hiermee promoveerde hij na een seizoen naar de Premier League. In een halfjaar tijd speelde hij vier wedstrijden, waarin hij tot negenendertig speelminuten kwam. Na dit halve seizoen maakte hij de overstap naar Derby County, waar hij zijn handtekening zette onder een verbintenis voor de duur van tweeënhalf jaar. Na afloop van deze verbintenis keerde Nugent terug bij Preston North End. Begin 2021 huurde Tranmere Rovers hem tot het einde van het seizoen. In de zomer van dat jaar zette Nugent op zesendertigjarige leeftijd een punt achter zijn actieve loopbaan.

## Statistieken
| Seizoen | Club              | Competitie      | Wed. | Doelp. |
| ------- | ----------------- | --------------- | ---- | ------ |
| 2001/02 | Bury              | Second Division | 5    | 0      |
| 2002/03 | Bury              | Third Division  | 33   | 4      |
| 2003/04 | Bury              | Third Division  | 26   | 3      |
| 2004/05 | Bury              | League Two      | 26   | 11     |
| 2004/05 | Preston North End | Championship    | 21   | 9      |
| 2005/06 | Preston North End | Championship    | 34   | 11     |
| 2006/07 | Preston North End | Championship    | 44   | 15     |
| 2007/08 | Portsmouth        | Premier League  | 15   | 0      |
| 2008/09 | Portsmouth        | Premier League  | 16   | 3      |
| 2009/10 | Portsmouth        | Premier League  | 3    | 0      |
| 2009/10 | → Burnley         | Premier League  | 30   | 6      |
| 2010/11 | Portsmouth        | Championship    | 44   | 13     |
| 2011/12 | Leicester City    | Championship    | 42   | 15     |
| 2012/13 | Leicester City    | Championship    | 44   | 16     |
| 2013/14 | Leicester City    | Championship    | 46   | 20     |
| 2014/15 | Leicester City    | Premier League  | 29   | 5      |
| 2015/16 | Middlesbrough     | Championship    | 38   | 8      |
| 2016/17 | Middlesbrough     | Premier League  | 4    | 0      |
| 2016/17 | Derby County      | Championship    | 17   | 6      |
| 2017/18 | Derby County      | Championship    | 39   | 9      |
| 2018/19 | Derby County      | Championship    | 32   | 2      |
| 2019/20 | Preston North End | Championship    | 24   | 1      |
| 2020/21 | Preston North End | Championship    | 0    | 0      |
| 2020/21 | → Tranmere Rovers | League Two      | 16   | 2      |
| Totaal  | Totaal            | Totaal          | 628  | 159    |

## Interlandcarrière
Nugent debuteerde op 28 maart 2007 in het Engels voetbalelftal. Op die dag werd er met 0–3 gewonnen op bezoek in Andorra. De aanvaller moest van bondscoach Steve McClaren op de bank beginnen en hij tien minuten voor tijd in voor Andrew Johnson. In de laatste minuut scoorde de aanvaller uit een rebound van een schot van Jermain Defoe de 0–3.
| Interlands van David Nugent voor Engeland | Interlands van David Nugent voor Engeland | Interlands van David Nugent voor Engeland | Interlands van David Nugent voor Engeland | Interlands van David Nugent voor Engeland | Interlands van David Nugent voor Engeland | Interlands van David Nugent voor Engeland |
| №                                         | Datum                                     | Wedstrijd                                 | Uitslag                                   | Competitie                                | Goals                                     |                                           |
| Als speler van Preston North End          | Als speler van Preston North End          | Als speler van Preston North End          | Als speler van Preston North End          | Als speler van Preston North End          | Als speler van Preston North End          | Als speler van Preston North End          |
| ----------------------------------------- | ----------------------------------------- | ----------------------------------------- | ----------------------------------------- | ----------------------------------------- | ----------------------------------------- | ----------------------------------------- |
| 1                                         | 28 maart 2007                             | Andorra – Engeland                        | 0 – 3                                     | EK 2008 kwalificatie                      | 90+3'                                     |                                           |

## Erelijst
| Competitie     | Aantal     | Jaren      |            |            |
| Portsmouth     | Portsmouth | Portsmouth | Portsmouth | Portsmouth |
| -------------- | ---------- | ---------- | ---------- | ---------- |
| FA Cup         | 1          | 2007/08    |            |            |
| Leicester City |            |            |            |            |
| Championship   | 1          | 2013/14    |            |            |